# Almada
Almada és una ciutat portuguesa que pertany al districte de Setúbal, a la regió de Lisboa i la Subregió de la Península de Setúbal, amb aproximadament 101.500 habitants. És seu d'un municipi densament poblat amb 69,98 km quadrats i 160.826 habitants (dades del cens de 2001). Està subdividit en 11 freguesias (en català: parròquies). Limita a l'est amb el municipi de Seixal, al sud amb Sesimbra, a l'oest amb l'Oceà Atlàntic en una ampla costa, i al nord i nord-est s'obre cap a l'estuari del Tajo, davant els municipis de Lisboa i Oeiras. Aquest municipi va rebre fòrum del rei Sancho I en 1190.
Monuments: Monumento Nacional del Cristo Rei, Ponte 25 d'abril. Vistes panoràmiques: Rio Tajo, monument dedicat amb el nom de Crist Rei, Ponte 25 de Abril, entre Almada i Lisboa.

## Imatges

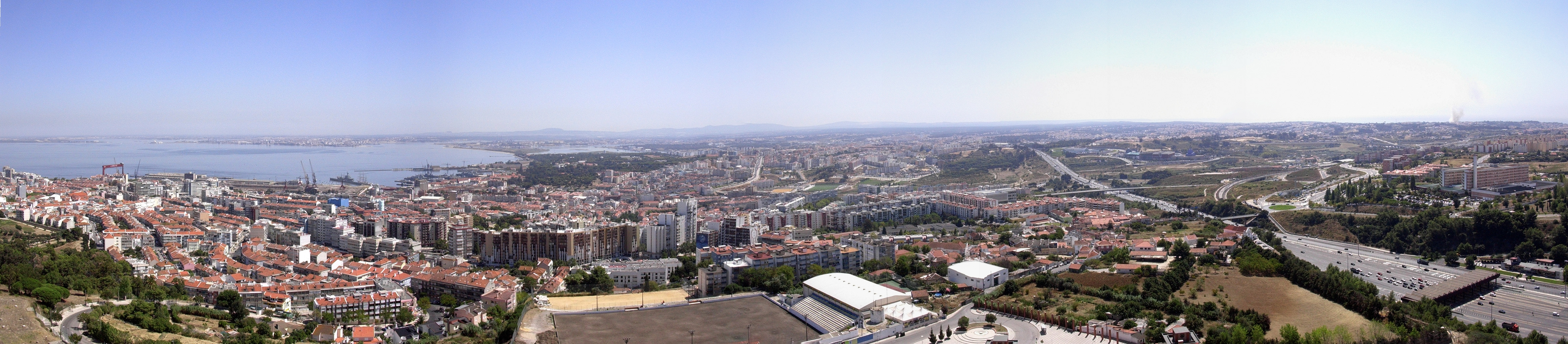
Panoràmica d'Almada, de sud-est a sud-oest, partint del Cristo Rei

## Població
| Població | Població | Població | Població | Població | Població | Població | Població | Població | Població |
| -------- | -------- | -------- | -------- | -------- | -------- | -------- | -------- | -------- | -------- |
| Any      | 1801     | 1849     | 1900     | 1930     | 1960     | 1981     | 1991     | 2001     | 2004     |
| Població | 3 363    | 6 440    | 15 764   | 23 694   | 70 968   | 147 690  | 151 783  | 160 825  | 165 363  |

## Freguesies
- Almada
- Cacilhas
- Caparica
- Charneca de Caparica
- Costa de Caparica
- Cova da Piedade
- Feijó
- Laranjeiro
- Pragal
- Sobreda
- Trafaria